# آرس
آرس (به یونانی: Ἀρης به معنی کوشش در نبرد) خدای جنگ و پسر زئوس و هرا در اساطیر یونانی است. رومی‌ها خدای جنگ خود یعنی مارس را (که مفهوم آن را از قوم اتروسک گرفته بودند) با آرس یونانی مطابق می‌دانستند. البته مارس نزد رومیان از جایگاه برجسته‌تری برخوردار بود تا آرس نزد یونانیان. آرس را چندان قابل اعتماد نمی‌دانستند و او را زاده سرزمین دور تراکیه بشمار می‌آوردند. در ادبیات یونان باستان او را در مقایسه با خواهر خود آتنا که مقام او در جایگاه ایزدبانوی عقل و خرد شامل راهبرد نظامی و رهبری ارتش بود، اغلب به عنوان جنبه فیزیکی، خشونت‌آمیز و غیرقابل انکار جنگ در نظر می‌گیرند. وی یکی از دوازده ایزد المپ‌نشین و همچنین یکی از سه رب‌النوع بزرگ است که حتی کودکان نیز با آن‌ها آشنایی دارند و نام هر سهٔ آن‌ها با نام سیارات منظومهٔ شمسی یکی است: مشتری یا ژوپیتر (هرمز)(زئوس، پادشاه خدایان)، زهره یا ونوس (ناهید)(آفرودیته، الههٔ زیبای عشق) و مریخ یا مارس(بهرام)(آرس، خدای پهلوان و رشید جنگ).(خدای تاریکی-خدای سیاهی-نام بزرگترین کوتوله منظومه شمسی)
معشوقه وی، آفرودیته، الههٔ عشق بود که ماجراها و مشکلات فراوانی را به دنبال داشت. زئوس، پدر خدایان، آفرودیته را به هفائستوس قول داده بود، ولی آفرودیته بذر عشق آرس را در دل می‌پروراند.
روزی هفائستوس تصمیم گرفت تا به جزیرهٔ لمنوس برود. آفرودیت موضوع را به اطلاع آرس رساند و وی را در زمان غیبت هفائستوس به قصر خویش دعوت کرد؛ ولی هلیوس، ایزد خورشید راز آن دو را شنید و به هفائستوس گفت. هفائستوس به قصد کینه و ناراحتی، توری نامرئی در اطراف تخت خویش نصب کرد و آن جا را به قصد لمنوس ترک گفت. شب هنگام آرس به قصر آمد و با معشوقهٔ زیبایش، برهنه به تخت رفت و وی را بوسید و با وی عشق‌بازی کرد. در این هنگام بود که تور نامرئی، آن دو را تنگ در میان خود گرفت. در آن هنگام هفائستوس وارد شد و به آن‌ها که کلک خورده بودند خندید و دیگر خدایان را خبر داد تا به آن جا بیایند و آن ننگ را تماشا کنند. (البته ایزدبانوان المپ نیامدند) زئوس سخت به خشم آمد ولی آرس که همه به صداقت وی گواهی می‌دادند، گفت که پیش از آن، با آفرودیت در معبد عشق، ازدواج نموده و آفرودیت به ابتذال نگرویده‌است. پوزئیدون خدای دریا چون آرس را بسیار دوست می‌داشت، وساطت کرد و هفائستوس آرس را آزاد کرد، مشروط بر این که تمام هدایایی را که به وی داده‌است را پس بدهد.
آرس پذیرفت و با آفرودیت به قصر خویش در تراکیه رفت و آفرودیت از وی فرزندانی به نام‌های اروس (خدای عشق) و هارمونیا (الههٔ تناسب) و دو پسر دوقلو به نام‌های فبوس (ترس) و دیموس (وحشت)، به دنیا آورد.

## در آثار هنری
یونانیان قدیم وی را در مجسمه‌ها و تابلوهایشان، جوانی زیبا، نیرومند، خوش‌اندام و برهنه که گاه کلاه خودی بر سر و نیزه‌ای به دست دارد، می‌پنداشتند و با این که آرس از ته قلب مهربان بود از وی می‌هراسیدند. با این حال، رومی‌ها وی را به بزرگ‌ترین خدایان، پس از ژوپیتر بدل کردند و برای او جلال و شکوه خاصی قائل شدند.